# Unione Sportiva Fiumana 1936-1937
Questa voce raccoglie le informazioni riguardanti l'Unione Sportiva Fiumana nelle competizioni ufficiali della stagione 1936-1937.

## Rosa
| N. |                   | Ruolo | Calciatore        |
| -- | ----------------- | ----- | ----------------- |
|    | Italia (bandiera) |       | Pompeo Bertok     |
|    | Italia (bandiera) |       | Rodolfo Blecich   |
|    | Italia (bandiera) |       | Arpad Bressanello |
|    | Italia (bandiera) |       | Nereo Burattini   |
|    | Italia (bandiera) |       | Nello Cocchi      |
|    | Italia (bandiera) |       | Pericle Gaspardis |
|    | Italia (bandiera) |       | Giovanni Host     |
|    | Italia (bandiera) | A     | Rodolfo Kregar    |
|    | Italia (bandiera) | C     | Ervino Loik       |
|    | Italia (bandiera) |       | Vincenzo Maligoj  |
|    | Italia (bandiera) | D     | Giovanni Maras    |

| N. |                   | Ruolo | Calciatore          |
| -- | ----------------- | ----- | ------------------- |
|    | Italia (bandiera) |       | Donato Pagnoni (II) |
|    | Italia (bandiera) |       | Niccolò Pagnoni (I) |
|    | Italia (bandiera) |       | Gino Pauletich      |
|    | Italia (bandiera) |       | Stefano Paulinich   |
|    | Italia (bandiera) |       | Stefano Raicovich   |
|    | Italia (bandiera) | C     | Carlo Sepich        |
|    | Italia (bandiera) | A     | Olindo Serdoz       |
|    | Italia (bandiera) |       | Vladimiro Tiblias   |
|    | Italia (bandiera) |       | Nicolò Ulrich       |
|    | Italia (bandiera) | A     | Rodolfo Volk        |
|    | Italia (bandiera) | A     | Icilio Zuliani      |

## Risultati

### Serie C

#### Girone A

##### Girone di andata
| Arbitro: | Rossi (Milano) |

|                                         |           |                           |
| Braga 44’ Bocchio 60’, 65’ Andrioli 79’ | Marcatori | 25’, 55’, 75’ Serdoz Loik |

| Arbitro: | Carminati (Milano) |

|               |           |  |
| Paulinich 10’ | Marcatori |  |

| Arbitro: | Marini (Monfalcone) |

|          |           |            |
| Volk 33’ | Marcatori | 56’ Lorini |

| Pola 18 ottobre 1936 4ª giornata | Grion Pola     | 0 – 0 referto | Fiumana | \| Arbitro: \| Leoni (Milano) \| |
| Arbitro:                         | Leoni (Milano) |               |         |                                  |

| Arbitro: | Limido (Milano) |

|                                             |           |         |
| Serdoz 10’, ?’, 86’ Volk ?’, 47’ Kregar 30’ | Marcatori | Vergani |

| Arbitro: | Ferrorelli (Napoli) |

|                 |           |                                |
| Di Pasquale 37’ | Marcatori | 24’ Serdoz 45’ Loik 77’ Sepich |

| Arbitro: | Tassini (Verona) |

|               |           |   |
| Volk 19’ Host | Marcatori | ? |

| Arbitro: | Sorbi (Firenze) |

|                                 |           |                      |
| Rossi 18’ (rig.) Bianchetto 45’ | Marcatori | Serdoz 47’, 61’ Volk |

| Arbitro: | Zambone (Venezia) |

|                         |           |  |
| Volk ?’, ?’ Loik ?’, ?’ | Marcatori |  |

| Arbitro: | Levrero (Genova) |

|                                   |           |                  |
| Petron 1’ Munari 26’ Maran II 40’ | Marcatori | 6’ Volk 36’ Loik |

| Arbitro: | Cardinali (Venezia) |

|               |           |                        |
| Burattini 37’ | Marcatori | 31’ Polita 61’ Pernigo |

| Arbitro: | Pirovano (Monza) |

|                  |           |  |
| Pollini Cozzarin | Marcatori |  |

| Arbitro: | Mauri (Como) |

|               |           |       |
| Sepich Gregar | Marcatori | Rossi |

##### Girone di ritorno
| Fiume 31 gennaio 1937 14ª giornata | Fiumana | 1 – 1 referto | Rovigo | Stadio del Littorio |

| Ferrara 7 febbraio 1937 15ª giornata | SPAL | 4 – 1 referto | Fiumana |  |

| Mantova 14 febbraio 1937 16ª giornata | Mantova | 1 – 0 referto | Fiumana |  |

| Fiume 21 febbraio 1937 17ª giornata | Fiumana | 1 – 1 referto | Grion Pola | Stadio del Littorio |

| Gorizia 28 febbraio 1937 18ª giornata | Pro Gorizia | 4 – 0 referto | Fiumana |  |

| Fiume 7 marzo 1937 19ª giornata | Fiumana | 0 – 0 referto | Udinese | Stadio del Littorio |

| Carpi 14 marzo 1937 20ª giornata | Carpi | 2 – 2 referto | Fiumana |  |

| Fiume 28 marzo 1937 21ª giornata | Fiumana | 1 – 1 referto | Ponziana | Stadio del Littorio |

| Trieste 21 aprile 1937 22ª giornata | Fortitudo Trieste | 1 – 2 referto | Fiumana |  |

| Fiume 18 aprile 1937 23ª giornata | Fiumana | 0 – 1 referto | Padova | Stadio del Littorio |

| Valdagno 2 maggio 1937 24ª giornata | Marzotto Valdagno | 0 – 0 referto | Fiumana |  |

| Fiume 9 maggio 1937 25ª giornata | Fiumana | 2 – 0 referto | Treviso | Stadio del Littorio |

| Vicenza 16 maggio 1937 26ª giornata | Vicenza | 3 – 1 referto | Fiumana |  |

### Coppa Italia
| Arbitro: | Marsciani (Modena) |

|                 |           |  |
| Gregar 45’, 63’ | Marcatori |  |

| Arbitro: | Pasinato (Venezia) |

|                             |           |  |
| Sepich 1’ Loik 58’ Volk 70’ | Marcatori |  |

| Arbitro: | Camisasca (Milano) |

|  |           |             |
|  | Marcatori | 65’ Zuliani |

| Arbitro: | Forni (Treviso) |

|                     |           |                                       |
| Loik 37’ Gregar 42’ | Marcatori | 20’ Violi 37’ Costantino 55’ Lombardi |